# Efecto Rossiter-McLaughlin
El efecto Rossiter-Mc Laughlin es un efecto espectroscópico que afecta a la anchura de las líneas de la estrella principal. Este efecto se basa en la obstrucción de parte de la estrella.
Cuando el planeta esta frente a la parte de la estrella que gira acercándose hacia la tierra, bloquea parte de la luz que se ve corrida hacia el azul. Más tarde, cuando el planeta pasa delante de la región de la estrella que se aleja de nosotros bloquea parte de la luz corrida al rojo por efecto Doppler.
- Datos: Q1763739
- Multimedia: Rossiter–McLaughlin effect / Q1763739